# 超級8
《超級8》是一部在2011年6月10日上映的科幻驚悚片。

## 剧情
1979年夏天，一群小朋友在俄亥俄州的小镇游玩，拿着超8毫米菲林摄影机拍电影，目睹了一场悲惨的火车撞车事故，便怀疑这并不是一场普通的事故。不久之后，不寻常的“毁灭”和难以解释的事情开始在镇里发生，当局试图掩盖真相——这比他们想象中要更加恐怖。

## 演員
- 凱爾·錢德勒 Kyle Chandler飾演 Jackson Lamb
- 艾丽·范宁 Elle Fanning飾演 Alice Dainard
- 喬伊·寇特尼 Joel Courtney飾演 Joe Lamb
- 蓋布瑞爾·貝索 Gabriel Basso飾演 Martin
- 萊利·葛芬斯 Riley Griffiths飾演 Charles
- 萊恩·李 Ryan Lee飾演 Cary
- 查克·米爾斯（英语：Zach Mills） Zach Mills飾演 Preston
- 諾亞·埃莫里奇 Noah Emmerich飾演 Nelec
- 羅·艾爾達德 Ron Eldard飾演 Louis Dainard
- 阿曼達·米夏卡 Amanda Michalka飾演 Jen Kaznyk (as AJ Michalka)
- 博·納普飾演 Breen

## 製作
- J·J·亞柏拉罕表示這部電影的靈感是來自於史蒂芬·史匹柏於1977年的電影《第三類接觸》和1982年的《E.T.外星人》。
- 此片於2010年6月在美國西維吉尼亞州開拍。

## 軼聞
台灣定名《超級8》，為直譯英文原片名《Super 8》，因諧音與女性性器「膣屄」（台羅：tsi-bai）、男性性器「雞巴」（陰莖）相近，引起話題。
2011年同期片名諧音不雅爭議還有泰國恐怖片《陰地》（Ladda Land，諧音陰蒂）和美國動作片《黑蘭嬌》（Colombiana，諧音膦鳥）。
其實英文原意指的是, 片中那些少年在拍片所用的攝影機之底片是屬8毫米底片中一種叫「超八 (Super 8)」的底片。電影底片中寬度最小的就是8毫米, 小孩開始練習拍電影最常用的小型攝影機.
故事發想源自於此片兩個靈魂人物即導演J·J·艾布拉姆斯和監製史蒂芬史匹柏兩人的共同回憶，他們在小的時候就使用超8和8毫米攝影機拍攝電影，因此奠定了他們今天在影壇的地位，也共同討論出拍攝一群青少年使用超8攝影機拍攝電影的冒險故事。

## 评价
媒体综评72分，烂番茄新鲜度82%，143人支持，31人反对；Yahoo方面影评人B，观众评分B+。《旧金山编年史》、《娱乐周刊》、《圣彼得斯堡时报》、《奥兰多哨兵报》以及《时代》周刊等五家媒体赠送满分。

## 票房
首周末三天累计获得3800万美圆，名列榜单第一。

## 外部連結
- 互联网电影数据库（IMDb）上《超級8》的资料（英文）
- 爛番茄上《超級8》的資料（英文）
- Metacritic上《超級8》的資料（英文）
- AllMovie上《超級8》的资料（英文）
- Box Office Mojo上《超級8》的資料（英文）

| 上一届： 《X戰警：初級》 | 2011年美國週末票房冠軍 6月12日 | 下一届： 《綠燈俠》 |